# حسین‌آباد ۲ (راین)
حسین‌آباد ۲ یک روستا در ایران است که در بخش راین واقع شده‌است.